# Projet Alpha
 (mars 2016).
Le projet Alpha est le nom d’un célèbre canular qui eut lieu dans le Laboratoire de recherche parapsychique Mc Donnell, orchestré par l'illusionniste sceptique James Randi.

## Les expériences de Peter Phillips
En 1979, James Smith McDonnell, Directeur Général de McDonnell-Douglas et partisan du paranormal, fit un don de 500 000 dollars à Université Washington à Saint-Louis (Missouri), pour la création d'un Laboratoire McDonnell de recherche parapsychique. Il voulait que l’argent soit affecté à l’étude sérieuse des phénomènes psychiques dans des conditions contrôlées. Le physicien Peter Phillips décida de se focaliser sur le pliage des petites cuillères par les enfants, connu techniquement sous les termes de « pliage de métal psychokinétique ».
Avant que débutent les opérations, Randi avait écrit au laboratoire en leur soumettant une liste de 11 « avertissements » auxquels ils devraient prendre garde, et donna ses suggestions afin d'en éviter les écueils. Ceux-ci comprenaient par exemple une adhésion rigide et sans faille au protocole du test, ou qu’il ne soit pas permis aux sujets de le modifier pendant le déroulement de l’épreuve. C’était d’ailleurs le modus operandi d’Uri Geller pendant qu’il était testé au Stanford Research Institute (SRI), si quelque chose ne marchait pas, il faisait simplement autre chose à la place. Ses autres suggestions recommandaient de n’avoir qu’un seul objet d’étude à la fois, en marquant l’objet utilisé de façon permanente afin qu’il ne puisse pas être substitué, et d’avoir le moins de personnes possible dans la pièce afin d’éviter toute distraction.
Randi offrit également ses services pour être présent en tant que contrôle pendant les expériences, notant qu’un prestidigitateur serait une excellente personne pour percevoir des falsifications. Offre à laquelle Phillips ne daigna pas répondre.

## Steve Shaw et Michael Edwards
Dans les premiers moments du projet, beaucoup de personnes se présentèrent au labo comme possédant des pouvoirs psi. La grande majorité fit rapidement la preuve de n’avoir aucune capacité de ce genre, ou juste en ayant recours à des tours de main afin de faire en sorte que leurs « capacités » fonctionnent. Cependant, peu de temps après, deux jeunes gens se firent remarquer comme bien meilleurs que les autres, le labo commença donc à se focaliser sur ces derniers, Steve Shaw et Michael Edwards.
En réalité, ces deux jeunes hommes étaient des agents « infiltrés » de James Randi, amis de ce dernier qu’il avait rencontré peu de temps avant. Tous deux étaient magiciens amateurs, et ils n’eurent aucune difficulté à tromper les chercheurs en recourant aux trucs les plus simples. Il est important de préciser que les prestidigitateurs avaient reçu comme instruction de révéler leur vraie nature si la question leur était posée. Le projet avait débuté avec le pliage de petites cuillères, ainsi les deux compères développèrent un moyen pour réussir ce truc.
Contrairement à l’un des avertissements que Randi avait noté dans sa première lettre, le protocole du test comprenait toutes sortes de cuillères sur la table, notées au moyen d’un bout de papier attaché à la cuillère par un fil, au lieu d’un marquage permanent comme Randi l'avait préconisé. Les deux cobayes réussirent rapidement à simplement subtiliser une cuillère, à la plier sur le bord d’une table et à substituer les étiquettes avec une main, pendant que dans le même temps ils prétendaient étudier et « travailler » une autre cuillère dans l’autre main. Un des opérateurs cadreurs les filmait pendant leur tour de passe-passe, et cela même après qu’ils lui eurent recommandé de les prendre uniquement dans le feu de l’action, mais de ne pas filmer ce qui se passait dans l’autre main. Voyant son obstination à les filmer tout le temps et en entier, ils prirent un air ennuyé en prétextant que le cadreur en question dégageait de « mauvaises ondes », et attendaient jusqu’à ce qu’on lui demandât de partir. Ils reprirent ensuite leur petit manège, mais cette fois avec un cadreur plus suggestible et moins compétent. Cet épisode est une violation claire et nette d'un des avertissements de Randi, car le déroulement du test aurait dû être stoppé à ce moment précis et enregistré comme un échec.
Les deux compères réussissaient tellement bien leur torsion de cuillère, que plusieurs autres tests furent inventés. Dans l'un d'eux on leur donnait des enveloppes scellées dans lesquelles se trouvaient des images, en leur demandant d'identifier les dessins à partir d'une liste qu'on leur présentait plus tard. Étonnamment, ils étaient laissés tout seuls dans une pièce avec les enveloppes, et bien qu'ils aient la possibilité de jeter un œil, il y avait un contrôle postérieur des enveloppes. Les enveloppes étaient fermées par quatre agrafes qu'ils enlevaient simplement avec leurs ongles, regardaient l'image, et scellaient l'enveloppe en remettant soigneusement les agrafes dans leurs trous et les repliaient en les appuyant sur la table.
Dans un autre test, l'expérience était purement électronique, on demandait aux deux cobayes d'influencer un fusible pour le griller. Après l'avoir « travaillé » avec leur esprit, une quantité croissante de courant le traversa jusqu'à ce qu'il grille. Les deux sujets firent donc la preuve de leurs incroyables capacités dans ce test, causant effectivement l’éclatement des fusibles immédiatement après qu'ils eurent servi. En fait, ils escamotaient tout simplement des fusibles déjà grillés et les présentaient aux expérimentateurs. Ils virent également qu'en pressant seulement sur le bout du support des fusibles, ou en le touchant brièvement, les instruments enregistraient des résultats inhabituels qui étaient interprétés par les expérimentateurs comme des effets psi.
D'autres exemples montrèrent leurs formidables capacités à stopper des montres numériques ou à les dérégler (ils les mettaient dans un four micro-ondes quelques secondes), faire apparaître des images sur des photos (ils crachaient simplement sur l'objectif de l'appareil) et influencer des objets placés à l'intérieur de récipients scellés (ils soufflaient dedans par une ouverture).

## Banachek
Le mentaliste Banachek, par ailleurs directeur du One Million Dollar Paranormal Challenge de la James Randi Educational Foundation fit croire à des scientifiques de l'université de Washington que ses capacités psychiques étaient authentiques. Comme l'expliquait D.J. Grothe, « il avait dit que si on lui demandait : est-ce que vous trichez ?, il révèlerait aussitôt la vérité... Mais on ne lui a jamais posé de question ». Avec James Randi, il prit également part à une enquête sur les activités de guérison par la foi de Peter Popoff, qui se conclurent par la révélation des affirmations mensongères de Popoff.

## La révélation et ses conséquences
Au milieu de 1981, Shaw et Edwards étaient devenus célèbres dans le monde de la parapsychologie, Phillips avait d'ailleurs planifié de faire un compte-rendu de leurs pouvoirs lors d'un meeting psi prévu en août. Après les annonces dans la presse, Randi écrivit de nouveau au laboratoire et déclara qu'il était fort possible que les deux sujets soient des magiciens, et qu'ils aient recours à des trucs pour tromper les chercheurs. En juillet 1981, Phillips demanda finalement à Randi de se joindre à lui lors de certaines expériences. Randi lui répondit avec une cassette vidéo lui montrant comment il était possible de répliquer les expériences de pliage de cuillères ou de clés, en utilisant exactement la même méthode que celle qu'ils utilisaient au laboratoire. Phillips accepta de montrer cette vidéo lors du meeting à venir.
Randi commença à raconter partout que les deux sujets étaient deux de ses amis infiltrés, rumeurs qui atteignirent le laboratoire une semaine plus tard mais furent considérées comme une plaisanterie. Jusqu'au jour du meeting, ces histoires avaient abondamment circulé. Les réactions étaient variées, certains pensaient qu'il s'agissait tout simplement d'un mensonge, d'autres que Randi avait monté un canular, d'autres encore conclurent que l'expérience dans son entier était une conspiration de Randi et de Phillips dans le but de discréditer le monde de la parapsychologie.
De retour du meeting, Phillips changea immédiatement les protocoles des tests. Shaw et Edwards trouvèrent qu'il devenait dès lors plus difficile de tromper les expérimentateurs, dans la plupart des cas seulement, mais pas toujours. Pendant ce temps-là, le laboratoire commença à donner des comptes-rendus additionnels qui tiraient sérieusement vers le bas les taux de réussite. Il devenait clair qu'ils comprirent enfin ce qui s'était passé. Cependant, arrivé à ce stade ils étaient devenus si populaires qu'ils étaient demandés partout, afin de faire la démonstration de leurs fabuleux pouvoirs. Plusieurs autres chercheurs en parapsychologie interviewèrent les deux magiciens et en tirèrent des comptes-rendus éclatants, ce qui entacha leur réputation lors des révélations qui en découlèrent.
Randi décida de mettre fin au projet et fit une déclaration sur l'affaire dans Discover Magazine. Il s'en résulta un blocage immédiat et profond du monde de la parapsychologie, beaucoup des chercheurs qui essayaient d’entrer dans le domaine parapsy après le meeting d'août furent emportés par le processus. L'un d'eux refusait les preuves en affirmant que Shaw et Edwards avaient réellement des pouvoirs psi, et qu'ils mentaient en disant être magiciens. Bien que le laboratoire McDonnell eût considérablement amélioré ses expériences, la presse fut si critique qu'il dut abandonner. 
Le projet Alpha peut avoir été perçu comme une réussite dans l'esprit des chercheurs parapsychologues, mais cela jeta aussi un froid sur la totalité du domaine parapsychologique. Plusieurs autres expériences, pourtant non concernées et non entachées des défauts du projet, furent réduites à néant dans la débâcle post Alpha.[réf. nécessaire]

## Critiques du projet Alpha: la version de la Parapsychological Association
Le projet Alpha, tel que James Randi et la plupart des sceptiques le présentent, a été très critiqué par plusieurs parapsychologues. Les comptes-rendus proposés par Mario Varvoglis (dans La rationalité de l'irrationnel) ou Richard Broughton (« Parapsychologie : une science controversée ») proposent un tout autre regard sur cette affaire à laquelle ils ont assisté comme témoins directs. Voici les arguments avancés par les parapsychologues :
- Les chercheurs qui ont testé les faux sujets étaient deux jeunes chercheurs qui débutaient dans ce domaine de recherche, dans un laboratoire nouvellement créé.
- Cette recherche était une recherche exploratoire.
- Lorsque la vidéo a été diffusée (les deux chercheurs demandèrent simplement un avis), lors d'un congrès de la Parapsychological Association, les parapsychologues ont été particulièrement critiques envers le film diffusé qui montrait clairement un certain nombre de préjugés, rejoignant ainsi certains conseils de Randi. Les deux jeunes chercheurs se heurtèrent donc à la désapprobation générale de leurs collègues.
- Les conditions d'expérimentations furent donc améliorées, il n'y eut plus aucun effet. Lors du congrès suivant, les deux chercheurs signalèrent la disparition des effets observés. Fin de la recherche avec ces sujets.
- Quelques mois plus tard, Randi donna une conférence de presse dans laquelle il indiqua avoir trompé les parapsychologues avec deux faux sujets qui avaient « réussi l'épreuve ». Cette version, bien que mensongère, se propagea dans les médias. Ceux qui subventionnaient le laboratoire furent embarrassés et fermèrent le laboratoire.

Pour les parapsychologues, le projet Alpha est un bon exemple de manipulation des médias de la part de certains sceptiques comme James Randi. La version du projet Alpha telle que décrite par Randi a ensuite été reprise dans différents journaux et ouvrages donnant ainsi une image biaisée de la parapsychologie scientifique rendant d'autant plus difficile le travail de ces chercheurs. Michael A. Thalbourne proposa une analyse détaillée de cet évènement médiatique qui symbolise le rejet actuel des recherches en parapsychologie et de la mouvance des sceptiques médiatiques dans un article intitulé : « Science vs. Showmanship : A History of the Randi Hoax ». Lyod M. Auerbach a également rédigé un article intitulé « Project Alpha : Showmanship vs. Science » (ASPR NewsLetter, 1983, no 9) qui analyse cette affaire.
Williman Broad, du New York Times, fit remarquer que si Randi avait été psychologue, son imposture lui eût valu pas mal d'ennuis auprès de la commission d'éthique de l'American Psychological Association (New York Times du 15 février 1983). Lors du congrès de 1983 de la Parapsychological Association, l'attitude de Randi a été très vivement critiquée par les parapsychologues et explique en partie pourquoi de nombreux parapsychologues refusent de travailler avec une personne en qui ils n'ont aucune confiance. 
À l'inverse, les membres du Committee for Skeptical Inquiry et l'ensemble de la communauté sceptique ont salué ces façons de faire, puisqu'elles mettaient en évidence la naïveté et l'incompétence des parapsychologues ayant mené l'étude en question.